# مارتن لوثر
مارتن لوثر (10 نوفمبر 1483 - 18 فبراير 1546) راهب ألماني وقس وأستاذ لاهوت ومُطلق عصر الإصلاح في أوروبا من بعد اعتراضه على صكوك الغفران التي تصدرها الكنيسة الكاثوليكية.
نشر في عام 1517 رسالته الشهيرة المؤلفة من خمسِ وتسعين قضيةً يتعلق أغلبها بلاهوت التحرير وسلطة البابا في الحل من «العقاب الزمني للخطيئة»، وقد أدى به رفضه التراجع عن نقاطه الخمس والتسعين تلك بناءً لطلب البابا ليون العاشر عام 1520 والإمبراطور شارل الخامس إلى النفي والحرمان الكنسي وإدانته مع كتاباته بوصفها مهرطقةٍ كنسيًا وخارجةٍ عن القوانين المرعيّة في الإمبراطوريّة.
أبرز مقومات فكر لوثر اللاهوتي أنّ الحصول على الخلاص أو غفران الخطايا هو هبة مجانيّة ونعمة من الله من خلال الإيمان بيسوع المسيح مخلصًا، وبناءً عليه فليس من شروط نيل الغفران القيام بأي عمل تكفيري أو صالح؛ وثانيًا رفض «السلطة التعليمية» في الكنيسة الكاثوليكية التي تُنيط بالبابا القول الفصل فيما يتعلق بتفسير الكتاب المقدس معتبرًا أنّ لكل امرئٍ الحق في التفسير؛ وثالثًا إنّ الكتاب المقدس هو المصدر الوحيد للمعرفة المختصة بأمور الإيمان؛ وعارض رابعًا سلطة الكهنوت الخاصة باعتباره جميع المسيحيين يتمتعون بدرجة الكهنوت المقدسة؛ وخامسًا سمح للقسس بالزواج. ورغم أن جميع البروتستانت أو الإنجيليين في العالم يمكن ردهم إلى أفكار لوثر، إلا أن المتحلقين حول تراثه يطلق عليهم اسم الكنيسة اللوثرية.
قدّم لوثر أيضًا ترجمة خاصة به للكتاب المقدس باللغة الألمانيّة بدلاً من اللاتينيّة التي كانت اللغة الوحيدة التي سمحت الكنيسة الرومانية باستخدامها لقراءة الكتاب المقدس، ما أثر كثيرًا على الكنيسة وعلى الثقافة الألمانيّة عمومًا، إذ عززتِ الترجمة من مفردات اللغة الألمانيّة وطورت أيضًا مبادئ الترجمة، وأثرت ترجمته لاحقًا على ترجمة الملك جيمس باللغة الإنكليزية للكتاب المقدس. ألّف لوثر عددًا كبيرًا من التراتيل الدينيّة التي أثرت في تطور فن الترنيم في الكنائس، وفي السنوات الأخيرة من حياته تزامنًا مع مرضه وتدهور حالته الصحيّة كتب لوثر ضد اليهود وطالب بالتضييق على حرياتهم وحرق كنسهم ومنازلهم، ما دفع إلى رشقه بتهمة معاداة الساميّة.

## النشأة

### الطفولة والتعليم

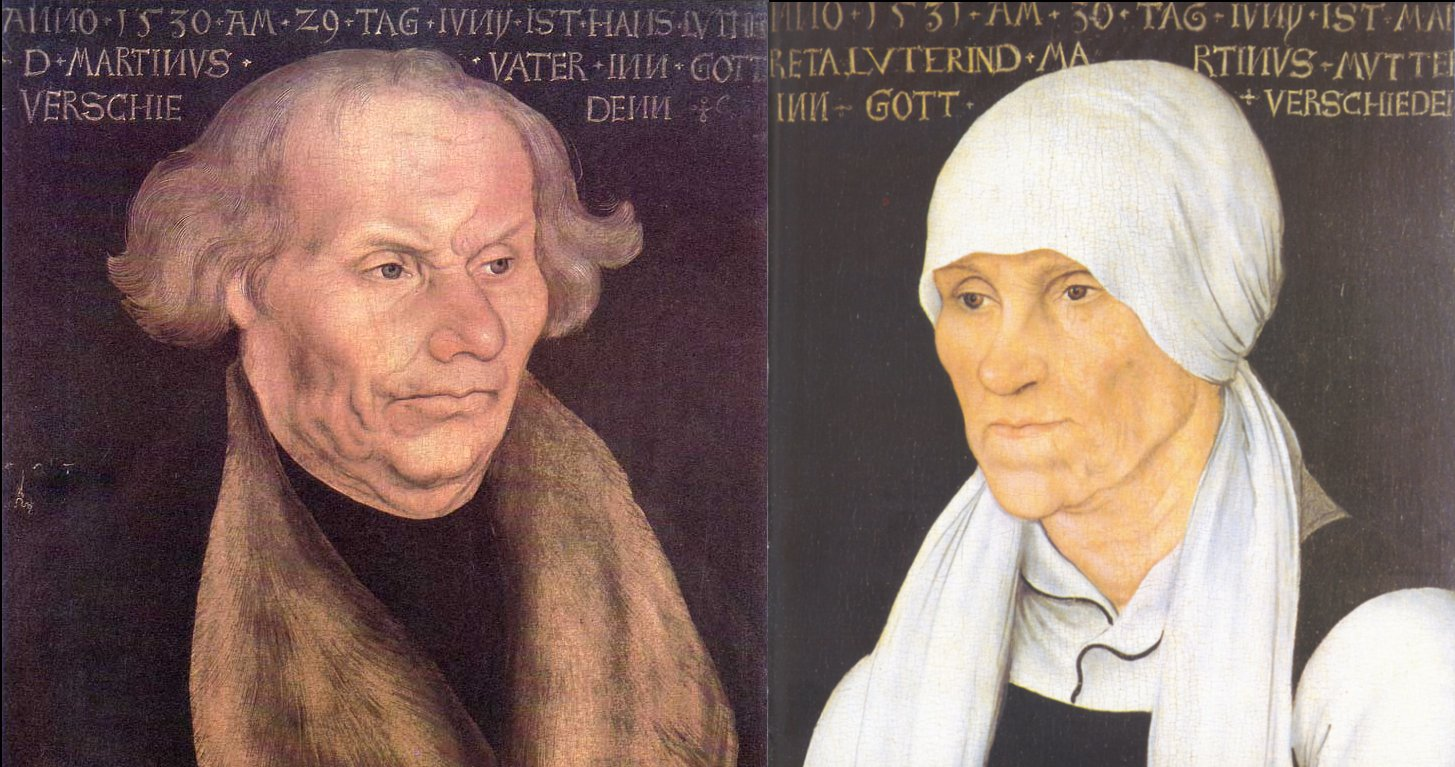
هانز ومارغريت لوثر، والدا مارتن.

ولد مارتن لوثر كابنٍ أكبرَ للودر هانز ومارغريت نيي يندمان في 10 نوفمبر 1483 في أيسلبن في ألمانيا الحاليًة، التي كانت جزءًا من الإمبراطورية الرومانية المقدسة كطفلٍ كاثوليكي روماني، وقد عُمّد صباح اليوم التالي لمولده في عيد القديس مارتن. انتقلت عائلته إلى مانسفيلد عام 1484، حيث استأجر والده منجمًا للنحاس وشغل منصب واحدٍ من أربعة ممثلين للمدينة في المجلس المحلي. كان له عدد من الأخوة والأخوات، أقربهم لمارتن هو شقيقه جاكوب.
عُرف عن هانز لوثر طموحُه فضلًا عن رغبته بأن يرى مارتن ابنه الأكبر محاميًا؛ ولهذه الغاية بعث به إلى إحدى المدارس اللاتينيّة في مانسفيلد، ثم إلى ماغديبورغ عام 1497، حيث انضمّ إلى مدرسةٍ يديرها مجموعة من الرهبان على أسس الحياة المشتركة، وأخيرًا إلى إيزنباخ عام 1498. كان القاسم المشترك بين المدارس الثلاث اعتمادها بشكل مُركّز على ما يدعى «الفنون الثلاثة» أي النحو والبلاغة والمنطق. عام 1501 حين كان لوثر في التاسعةَ عشرَ دخل جامعة إيرفورت التي وصفها في وقت لاحق بأنها حانة للجعة وبيت للدعارة. كان نظام التعليم مركزًا، وصفه لوثر بأنه يوم شاق من التعلّم عن ظهر قلب، وغالبًا ما يكون مترافقًا مع تمارين روحيّة. حصل لوثر من تلك الجامعة على الماجستير عام 1505.

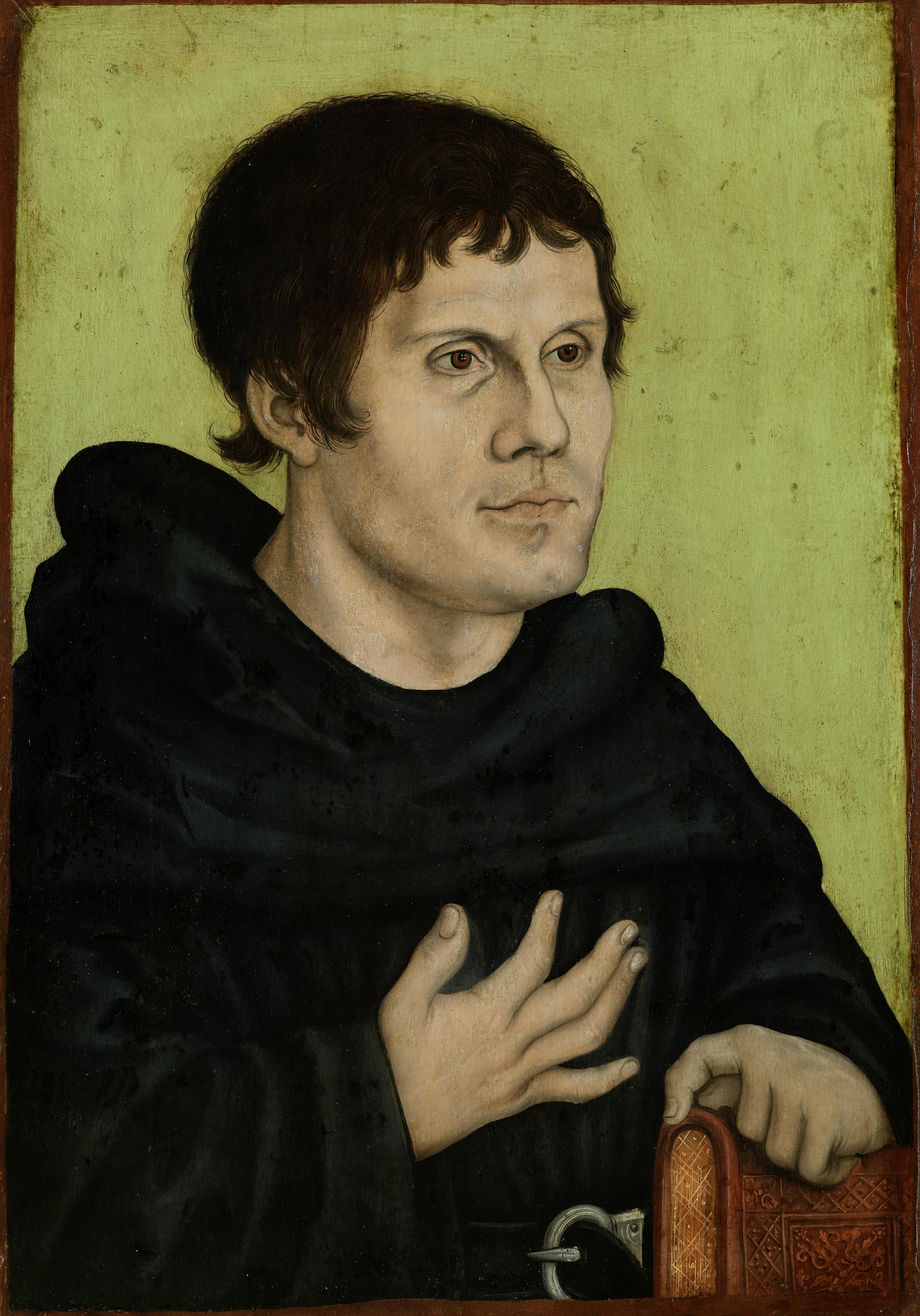
لوثر في الرهبنة الأوغسطينية.

طبقًا لرغبة والده التحق لوثر بكلية الحقوق في إيرفورت عام 1505، غير أنه بدأ بالتسرب من الدراسة بعد مدة وجيزة تقريبًا واعتبر أن القانون يمثل عدم اليقين ملتفتًا نحو اللاهوت والفلسفة، ومعربًا عن اهتمام خاص بأرسطو وعدد من الفلاسفة القروسطيين أمثال غابرييل بيال، الذين أثروا على فكره اللاهوتي لاسيّما من حيث التركيز على استخدام العقل في الدين دون أن يعلو على «الله المحب» والذي لعب الدور المحوري في فكر لوثر اللاهوتي، جنبًا إلى جنب مع اعتقاده بأن البشر لا يمكن أن يتعلموا شيئًا عن الله إلا من خلال الوحي الإلهي، وبالتالي أصبح الكتاب المقدس متزايد الأهميّة بالنسبة له.
قرر لوثر أن ينخرط في الرهبنة، وعزا قراره هذا في وقت لاحق إلى حدثٍ له في 2 يوليو 1505، عندما نزلت صاعقة بالقرب منه أثناء عاصفة رعديّة حين كان على ظهر جواده في عودته إلى الجامعة من منزل ذويه، فصرخ معلنًا أنه إذا نجا فسيغدو راهبًا، مع التعهد بعدم فسخ النذر أيًا كان. ربما تكون وفاة اثنين من أصدقائه والحزن الذي أصيب به في أعقاب ذلك أثر أيضًا على انخراطه في سلك الرهبنة. في 17 يوليو 1505 ترك كلية القانون، وباع كتبه الدراسية، ودخل دير الرهبنة الأوغسطينية، وقد عبّر والده عن سخطه من تصرف ابنه، بسبب ما اعتبره مضيعةً لتعليم لوثر.

### الرهبنة والحياة الأكاديمية
خلال حياته الرهبانيّة كرّس لوثر قسطًا طويلاً من يومه للصوم الطويل والتأمل والصلاة، والحج والاعتراف المتكرر. وقد وصف هذه الفترة من حياته لاحقًا بأنها مرحلة من اليأس الروحي العميق، وقال إنه فقد الاتصال مع المسيح المعزي، الذي تحوّل إلى سجّانٍ ومضطهدٍ للفقراء، في ظل غياب العدالة والظلم الواقع في ألمانيا آنذاك. قرر لاحقًا يوهان فون ستايبيتز -رئيس الرهبنة- أن لوثر بحاجةٍ إلى العمل لصرفه عن التأمل المفرط، وأمره بمتابعة العمل الأكاديمي؛ وبناءً عليه عُين عام 1507 أستاذًا للكهنوت في كان، وفي عام 1508 بدأ تدريس اللاهوت في جامعة فيتنبرغ، ثم حصل على درجة البكالوريوس في دراسات الكتاب المقدس في 9 مارس 1508، ودرجة أخرى للبكالوريوس في عام 1509، وفي 19 أكتوبر 1512 حصل على درجة دكتوراة في أصول الدين، وأخيرًا في 21 أكتوبر 1512 حصل على الدكتوراة في الكتاب المقدس، وعاد إلى جامعة فيتنبرغ حيث قضى القسط الأوفر من حياته.

## بدايات الإصلاح

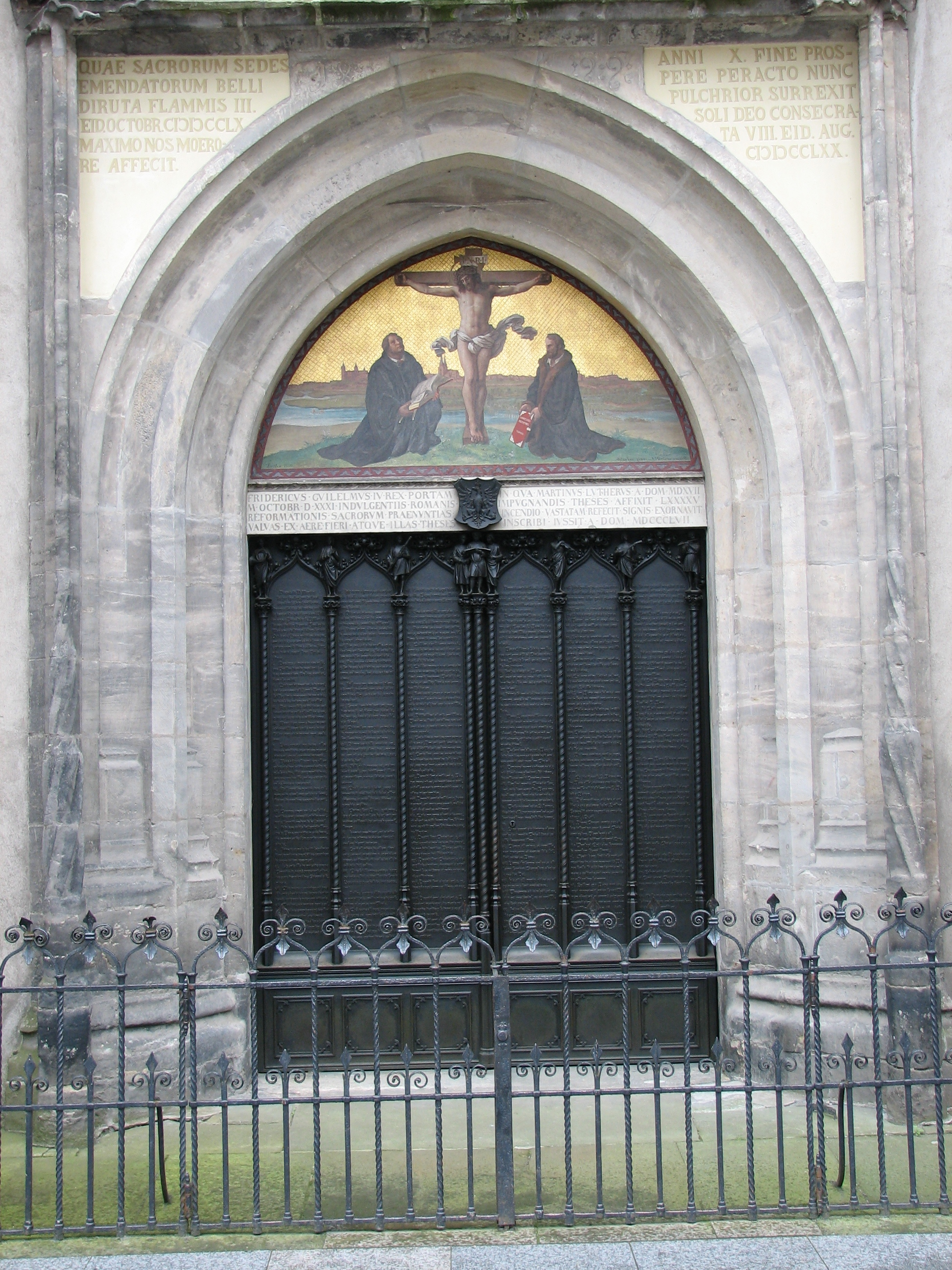
باب كنيسة جميع القديسين في فيتنبرغ، التي علق لوثر على بابها منشورَه ذا القضايا الخمس والتسعين في 31 أكتوبر 1517، والتي شكلت بداية الإصلاح الديني.

في عام 1516 أُرسل يوهان تيتسل -الراهب الدومينيكاني والمفوض البابوي الخاص إلى ألمانيا لبيع صكوك الغفران- بغية جمع الأموال اللازمة لإعادة بناء كاتدرائية القديس بطرس في روما. كان اللاهوت الكاثوليكي الروماني يرى أن الإيمان وحده -أو التوبة وحدها- غير كافيةٍ للحل وغفران الخطيئة بل لابد أن تترافق مع أعمالٍ صالحةٍ كالأعمال الخيريّة ومنها التبرع بالمال للكنيسة. في 31 أكتوبر 1517 كتب لوثر إلى أسقفه ألبرت الماينزي احتجاجًا على بيع صكوك الغفران، ومعتبرًا أن الإيمان وحده كافٍ لنيل التبرير، أرفق لوثر مع رسالته نسخةً من أحد كتبه عُرف باسم الأطروحات أو القضايا الخمس والتسعين، والتي أعلن فيها أنه لا ينوي مواجهة الكنيسة أو البابوية مطلقًا، لكن الرسائل والمناظرات خلال تلك الفترة وأسلوب الكتابة ينمّ عن نوعٍ من التحدي في العديد من الأطروحات لاسيّما الرسالة 86، والتي تساءل فيها: «لماذا يريد البابا بناء بازليك القديس بطرس من مال الفقراء بدلاً من ماله أو مال الفاتيكان الخاص؟». اعترض لوثر أيضًا على عبارةٍ منسوبةٍ إلى الموفد البابوي يوهان تيتسل بأنه حالما ترنّ العملة في قاع الصندوق، فإنّ أرواحًا تتخلص من العذاب، بالرغم من أن العبارة غير مؤكدةٍ نسبتها لتيتسل يقينًا.
ركّز فكر لوثر اللاهوتي على أنّ الله يمنح المغفرة بمعزلٍ عن أي عملٍ صالحٍ، وأن الغفران يُحلّ من أي عملٍ تكفيري أو عقوبةٍ مرتبطةٍ به، واعتبر أنه لا يجوز لأتباع المسيح القَبول بمثل هذه «الضمانات الكاذبة» المتعلقة بالعمل الصالح. في يناير 1518 قام مجموعة من أصدقاء لوثر بترجمة الأطروحات الخمسة والتسعين من اللاتينية إلى الألمانية، وطبعت ثم وُزعت على نطاق واسع، ما جعلها واحدة من أول أكثر الكتب انتشارًا في التاريخ، ففي غضون أسبوعين انتشرت في مختلف أنحاء ألمانيا، وفي غضون شهرين في جميع أنحاء أوروبا؛ وشاعت في فرنسا وإنجلترا وإيطاليا في العام 1519، وفي فيتنبرغ احتشد الطلاب لسماع مواعظ لوثر وأفكاره حيث نشر -بعد القضايا الخمس والتسعين- كتيباتٍ أشبه بالتعليق على الرسالة إلى أهل غلاطية وسفر المزامير؛ كان هذا الجزءَ الأولَ من شهادة لوثر وأعماله الإنتاجية التي لاقت بدورها قبولاً واسعًا؛ على أن أشهر ثلاث مؤلفاتٍ له نشرت عام 1520، وهي: النبالة المسيحية والأمة الألمانيّة والسبي البابلي للكنيسة وحرية المسيحي.

### بالإيمان وحده
بين عامي 1510 و1520 كتب لوثر وحاضر عن سفر المزامير، والرسالة إلى أهل روما، والرسالة إلى العبرانيين، والرسالة إلى أهل غلاطية؛ كما درس هذه الأجزاء وناقش استخدام مصطلحاتٍ خاصةٍ مثل صلاح وتكفير في طريقةٍ جديدةٍ غير تلك التقليدية في الكنيسة الكاثوليكية. خرج من دراساته هذه بخلاصةٍ مفادها أنّ الفساد لحق بأساليب الكنيسة الرسمية في دراسة الكتب المقدسة، ففقدت بنتيجتها البصيرة فيما عدّه جزءًا من الحقائق المركزيّة للمسيحيّة. وكان الأهم بالنسبة للوثر عقيدة التبرير -أي غفران الخطايا من قبل الله وتبرير الإنسان أمامه- فقد دافع لوثر عن أن التبرير يتم بنعمةٍ من الله وحده، ولا حاجة لأي عملٍ كفاريٍّ يرافق أو يلي فعل التوبة لنيل الغفران. بدأ لوثر بتدريس هذه العقيدة معتبرًا إياها إحدى صخور الإيمان، وكتب أنها المادة الرئيسيّة للعقيدة المسيحية برمتها، والتي من خلالها يمكن فهم أسباب التقوى.
أضخم أعمال لوثر مناقشة لعقيدة التبرير بالإيمان وحده، وهو كتابه عبودية الإرادة الذي نشر عام 1525 والذي كان ردًا على كتاب الراهب إرازموس لعام 1524 حول الإرادة الحرة. استند لوثر في تدعيم موقفه على رسالة القديس بولس إلى أفسس(8: 2-10) ليبرهن أن الأعمال الصالحة التي يقوم بها المؤمنون لا تساهم في فعل التبرير، ومن ثَمَّ فالتبرير يتنزّل من الله دون أي فعلِ مشاركةٍ من الإنسان، وذلك عن طريق سر الفداء؛ فسرُّ الفداءِ -حسب لوثر- لا يمنح البرَّ، بل هو البر بحد ذاته. كتب لوثر أنّ التبرير والغفران هما منحة من الله، وأنه عن طريق الإيمان شعر بأنه «شخص وُلد من جديد»، وأن اكتشافه «برَّ الله» لا يقل سعادة عن دخوله الجنة، وأنّ المتبرر يعيش بالإيمان ويعضده بالعمل الصالح كثمرةٍ له دون أن يكون داخلاً في تركيب سيرورته. ومن مقولات لوثر حول الموضوع:
بموت المسيح من أجل خطايانا لمرةٍ واحدةٍ تبررنا (روما 3: 24-25)، وأنه وحده هو حمل الله الذي حمل خطايا العالم (يوحنا 1: 29) وأنّ الرّب قد وضع عليه إثم جميعنا (أشعياء 6: 53)، فالجميع قد أخطؤوا، والله برر وغفر لهم بغض النظر عن أعمالهم السابقة وتفاوتها (روما 3: 23-25)، وهو أمر ضروري يجب أن يكون موضع إيمان. يمكن الحصول على التبرير أو اغتنام الغفران من قبل أي قانونٍ أو عملٍ صالحٍ، فالتبرير هو هدية للمؤمن تثمر الأعمال الصالحة.

### النزاع مع البابوية

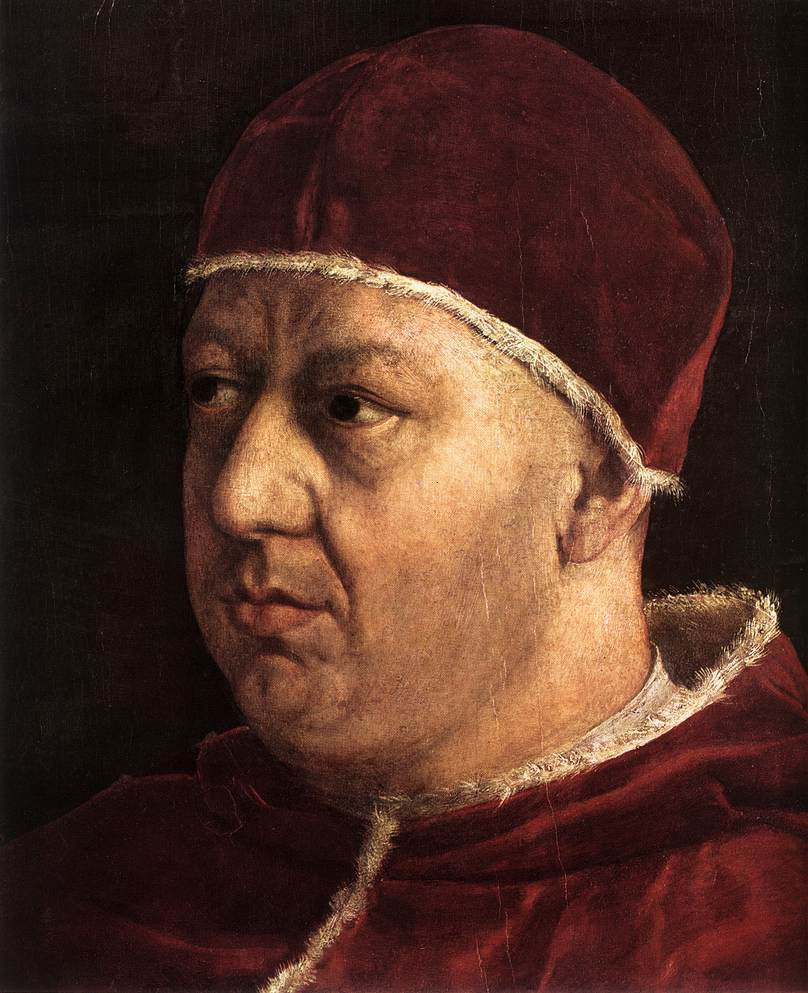
البابا ليون العاشر، بريشة رافائيل.

لم يقم مطران ماينز وماغديبورغ بالرد على رسالة لوثر التي طرح فيها القضايا الخمس والتسعين الخاصة به، وأعرب عن قناعاته بأنها تحوي بدعًا وهرطقاتٍ، وأرسل إشعارًا إلى روما بذلك. وجه البابا ليون العاشر أمرًا إلى سلسلة من اللاهوتيين المختصين في «إصلاح الهراطقة» لمحاججة لوثر، وذلك «بقدرٍ كبيرٍ من العناية» وكما «هو صحيح». and he responded slowly, "with great care as is proper." وعلى مدى السنوات الثلاث التالية نشر اللاهوتيون سلسلة مقالاتٍ ضد لوثر لم يكن من أثارها سوى تصلّب لوثر ضد البابوية، حيث أشار مجددًا إلى الأموال التي تستخدم من أعمال التكفير في بناء كاتدرائية القديس بطرس. أخيرًا رفع الراهب الدومينيكاني سلفستر مازوليني دعوىً قضائيةً على لوثر أمام محاكم العقيدة بتهمة الهرطقة، فاستدعي لوثر إثر قبول الدعوى إلى روما، غير أن القرار عدّل لاحقًا، بحيث تتم جلسات الاستماع للوثر في أوغسبورغ برئاسة الموفد البابوي الكاردينال كاجيتان، في مبنى برلمان أوغسبورغ وبضمانته. عقدتِ الجلسة الأولى في أكتوبر 1518 حيث أعلن لوثر أنّ البابوية غير منصوصٍ عنها في الكتاب المقدس، وتحولت الجلسة إثر إعلانه هذا إلى مشادةٍ كلاميّةٍ، وطوال الجلسات ركز لوثر على مهاجمة البابا مع أن هدف جلسات الاستماع هو مناقشة القضايا الخمسة والتسعين الخاصة برسالته الشهيرة.
لم يستطعِ الموفد البابوي اعتقال لوثر في أوغسبورغ إذ ضمنتِ الحكومة الأمان للوثر، مع أن التعليماتِ الصادرةَ عن روما للموفد البابوي تنصّ على اعتقاله في حال رفض العودة عن معتقداته. فضلًا عن أن لوثر غادر المدينة في الليل ودون إبلاغ الكاردينال أو استئذانه. في يناير 1519 عينتِ البابوية القاصد الرسولي كارل فون ميلتيز في ألتنبرغ في ولاية سكسونيا لإعادة الاستماع إلى لوثر. كان القاصد الرسولي ذا نهجٍ أكثر ميلاً للمصالحة وقدم بعض التنازلات للوثر في التفاصيل. وفي شهري يونيو ويوليو 1519 نظمت مناظرات بين أنصار لوثر وأنصار التقليد الكاثوليكي، وتمت دعوة لوثر شخصيًا للمناظرة. أكد لوثر تأكيدًا أجرأ خلال هذه الفترة أن المقطع "متى: (18: 16)" لا يمنح البابواتِ الحق الحصري في تفسير الكتاب المقدس، ومن ثَمَّ طعن في العصمة البابوية في الأمور العقائدية.
في 15 يونيو 1520 أصدر البابا مرسومًا يقضي بالطرد والحرمان الكنسي بحق لوثرَ ما لم يتراجع عن 41 جملة مأخوذة من كتاباته بما فيها القضايا الخمس والتسعين، وذلك ضمن مهلة ستين يومًا. حاول يوهان إيك في ميسين، وكارل فون ميلتيز، والسفير البابوي التوسط لإيجاد حلٍّ؛ ولكن لوثر -الذي أرسل للبابا نسخةً من كتابه «حرية المسيحي» في أكتوبر- أضرم النار في المرسوم البابوي على الملأ في فيتنبرغ يوم 10 ديسمبر 1520. وانتهى الأمر بصدور مرسوم الطرد والحرمان من قِبَلِ البابا ليون العاشر بحق لوثر في 3 يناير 1521.

## تصاعد نشاطه

### مجلس فورمس

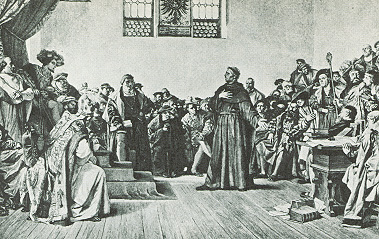
لوثر قبيل مجلس ڤورمز.

في 18 أبريل 1521 عُرض مارتن لوثر على مجلس ڤورمز. كان المجلس مَجمعًا كنسيًا عقد في مدينة ڤورمز على نهر الراين يضم قضاةً من مختلف أنحاء الإمبراطورية الرومانية المقدسة، ويرأسه الإمبراطور نفسه، وسبب انعقاده -الذي بدأ في 28 يناير ودام حتى 25 مايو- مناقشة القضايا الخمس والتسعين، وآلية تفعيل الحرمان الكنسي عليها. حضر لوثر المجمع بعدما حصل على صكّ أمانٍ من الأمير فريدرش الثالث ناخب سكسونيا.
قدّم يوهان إيك -متحدثًا بالنيابة عن الإمبراطور- نسخًا من كتابات لوثر، والذي سُئل بدايةً ما إذا كانت الكتب من وضعه، وهل لا يزال موافقًا على محتوياتها. أكّد لوثر أن الكتب من تأليفه، وطلب مهلةً للإجابة على السؤال الثاني. صلى لوثر واستشار أصدقاءه، وقدّم رده في اليوم التالي بأنه مقتنع ولديه ثقة بشهادة الكتاب المقدس وحدها دون البابا أو المجامع، التي تُخطئ وتناقض نفسها في كثيرٍ من الأحيان. واعتبر لوثرُ نفسَه في نصّ جوابه الرسمي «أسيرَ كلمة الله»، ورفض الرجوع عن أفكاره، وقال إنه لا يجوز أن يُكرَهَ على أن يعتقد ما هو ضد ضميره.
على مدى الأيام الخمسة التالية عُقدت جلسات متوالية لتحديد مصير لوثر. قدّم الإمبراطور المسوّدة النهائية -التي وجدها مستشاروه ملائمةً- في 25 مايو 1521، وفيها إدانة لوثر بوصفه خارجًا على القانون، وحظر مؤلفاته، وطالب باعتقاله بوصفه «زنديقًا سيئ السمعة»؛ كذلك نصّ القرار على تجريم أي مواطنٍ في ألمانيا يُؤوي لوثر أو يُقدم له مساعدةً، كما أهدر دمه بمعنى أن قتله عمدًا لن يتسبب بأي أثرٍ قانوني.

### في قلعة فارتبرغ

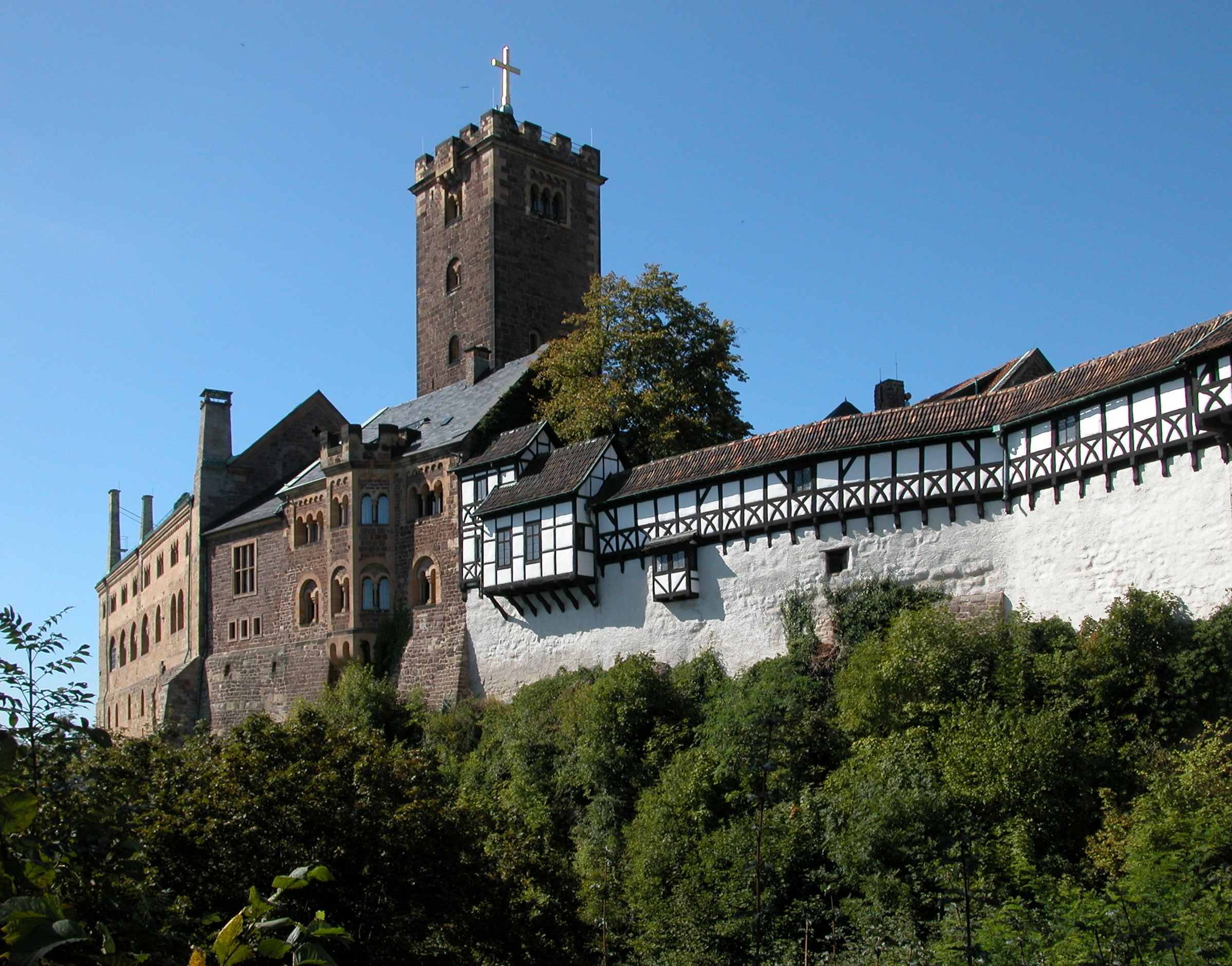
قلعة فارتبرغ، المكان الذي التجأ إليه لوثر بعد محاكمة مجلس ڤورمز.

قام الأمير فريدرش الثالث بنقل لوثر تحت حماية فرسانٍ ملثمين إلى قلعة فارتبرغ بعد انفضاض مجلس ڤورمس. وخلال إقامته في القلعة الواقعة في منطقة إيزنباخ، ترجم لوثر العهد الجديد من اليونانية إلى اللغة الألمانية، ووضع عددًا من الكتب الجدليّة من ضمنها كتاب تهجم فيه على ألبريشت رئيس أساقفة ماينتس، كما ألف كتبًا أخرى في شرح مبدأ التبرير، وتفنيد لاهوت التبرير في الكنيسة الكاثولكية، وشرح عددًا من الكتابات اللاهوتية.
ركزت جميع هذه الأعمال على الإيمان، وقال إنّ العمل الجيد الذي يقوم به المرء بهدف كسب أجرٍ من الله هو خطيئة. وبيّن أنّ البشر خطّاؤون بالطبيعة، وأنه بدون نعمة الله لا يمكن للإنسان أن يقوم بعملٍ صالح. في 1 أغسطس 1521 كتب لوثر إلى ملنشثون حول الموضوع ذاته: «"كن خاطئًا، بل وخطاياك فادحة، ولكن دع ثقتك في المسيح تكن أقوى، لتفرح في المسيح المنتصر على الخطيئة والموت.» في المرحلة ذاتِها من مراحل تطوّر فكره هاجم لوثر التقوى الشعبيّة، مثل الحج أو زيارة الكنائس أو سواها من الممارسات الكنسيّة. قال إن القداس الإلهي هو هبة من الإله، وأدان فكرة اعتباره تجسيداً للتضحيّة، وذهب إلى حد وصم هذا التصوّر بأنه وثنية. رفض لوثر -خلال وجوده في قلعة فارتبرغ- سر الاعتراف بشكلٍ إلزامي، وقال إنه بدلاً من الاعتراف لدى قسٍّ يجب التشجيع على الاعتراف والغفران في خصوصيةٍ، وقال إنّ "كل مسيحيٍّ هو مُعرّف". وفي نوفمبر اعتبر لوثر أن كسر النذور الرهبانيّة -وأهمها نذر العفّة- ليس خطيئةً، لأن هذه النذور ماهي إلا محاولةٌ غير شرعيّةٍ وقاصرةٌ ودونما جدوى للفوز بالخلاص.

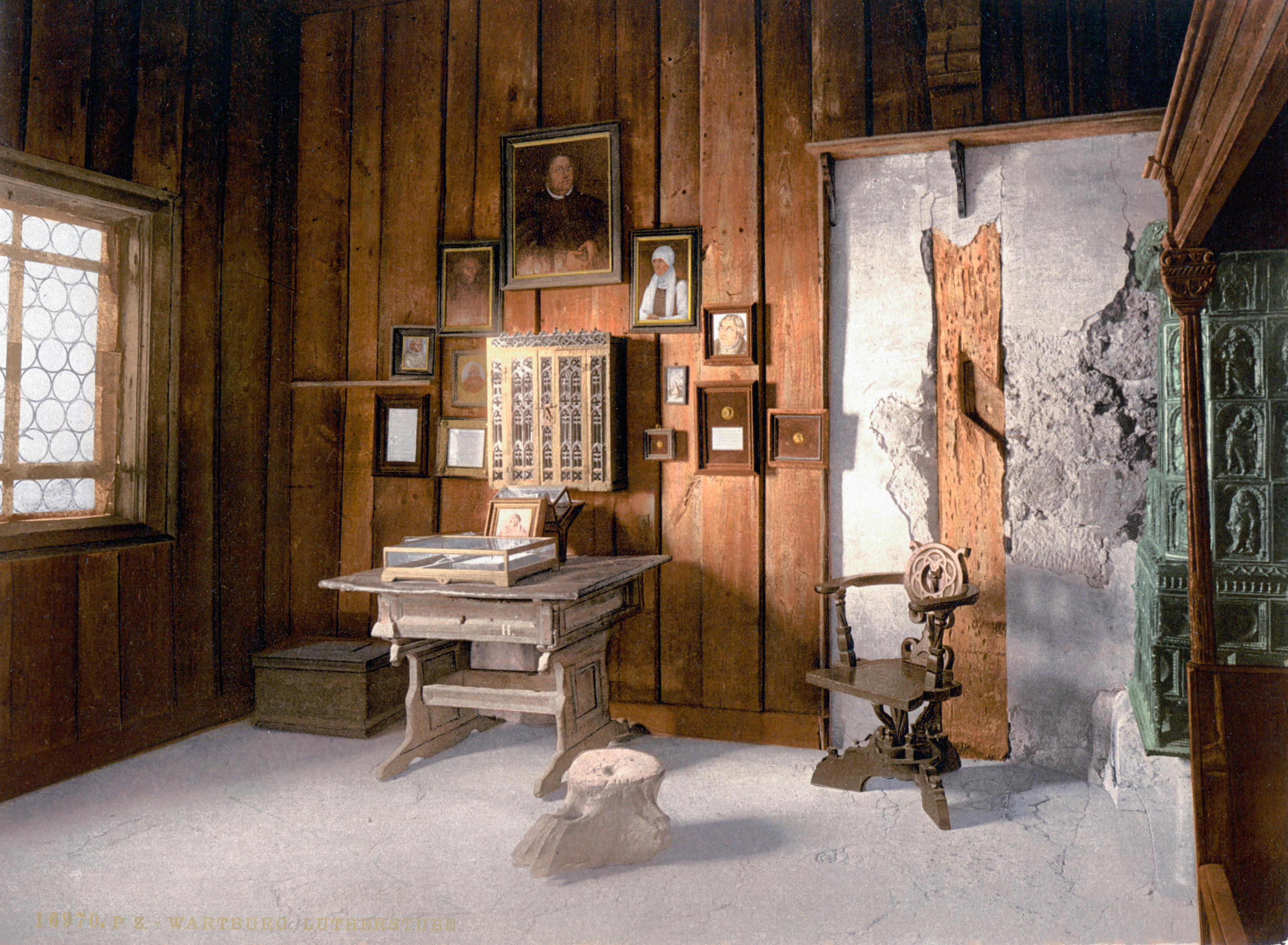
الغرفة التي أقام فيها لوثر في قلعة فارتبورغ.

أثارت هذه الكتابات الكثير من الاضطرابات لاسيّما في أوساط الرهبنة الأوغسطينية التي تخرج منها لوثر، والتي تمرد رهبانها محطمين الأيقونات في الكنائس ومعلنين دعمهم لأفكار لوثر وشجبهم لمجلس ڤورمز. بعد زيارةٍ سريّةٍ وسريعةٍ قام بها إلى ڤيتنبرغ في ديسمبر 1521 كتب لوثر يعتب على مناصريه على هذه التصرفات، ودعا كافة المسيحيين لتوقي خطر التمرد والثورة. استمرت التقلبات في ڤيتنبرغ إلى ما بعد عيد الميلاد حيث دأبت عصابات صغيرة من أنصار لوثر الأكثر تعصبًا على أعمال شغبٍ، ووعظ حول معمودية الكبار، والعودة الوشيكة للمسيح. وقبيل نهاية العام سمح مجلس مدينة ڤيتنبرغ بعودة لوثر إليها.

### العودة إلى فيتنبرغ وحرب الفلاحين
عاد لوثر سرًا إلى فيتنبرغ في 6 مارس 1522. وكتب: «خلال غيابي دخل الشيطان إلى حظيرة الأغنام في بلادي، جالبًا ويلاتٍ عديدةٍ لا يمكن إصلاحها عن طريق الكتابة فقط، بل من خلال وجودي الشخصي وكلماتي المَعيشة». ابتداءً من يوم الأحد 9 مارس ولمدة ثمانية أيامٍ بمناسبة الصوم الكبير أعلن لوثر ثمانية خطبٍ أصبحت تعرف باسم «العظات». ناقش خلال هذه الخطب أهمية سيادة «القيم المسيحية» الأساسية مثل الحب، والصبر، والإحسان، والحرية، والثقة بكلمة الله بدلاً من العنف لإحداث تغييرٍ ولو كان ضروريًا. وعظ لوثر فيما يخصّ الموضوع الأخير: «هل تعرف بماذا يفكر الشيطان عندما يرى الرجال يستخدمون العنف لنشر الإنجيل؟». ليخلص إلى أنّ الشيطان هو من يجني الفائدة من ذلك، وأنه يخاف بالأحرى وينهزم عندما يرى الكلمة والعمل هما سلاحا الميدان في المعركة.

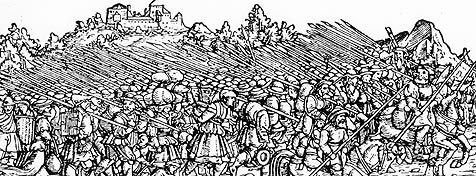
صورة لأحد معارك حرب الفلاحين في القرن السادس عشر في ألمانيا.

كان تأثير عودة لوثر كبيرًا للغاية، فقد كتب فقيه فيتبرغ جيروم سشورف بعد العظة السادسة: «ياللفرحة من عودة الدكتور مارتن! تنتشر بيننا كلماته من خلال الحرمة الإلهية، وإعادة جميع المضلَّلين اليوم إلى سبيل الحقيقة». أما المجموعة الثانية من عظات لوثر فكانت حول إقرار ممارساتٍ كنسيّةٍ بعينها أو تعديلها، كما عمل خلال تلك الفترة مع السلطات المدنية لاستعادة النظام العام؛ وقد واجه معارضةً قويّةً من المحافظين الذين أرادوا المحافظة على الطقوس دون مساسٍ، مما أدى إلى إثارة الاضطرابات الاجتماعية والعنف.
وعلى الرغم من نبذ لوثرَ للعنف، فإن مساعديه من الدعاة أمثال نيكولاس ستورش وأنصار الأنبياء تسفيكا، وتوماس منتزر قاموا بتحريض الفلاحين الألمان خلال الفترة 1524-1525 للثورة والتي ارتكب خلالها العديد من الفظائع، وغالبًا تحت اسم لوثر. كانتِ الثورات الفلاحيّة على نطاقٍ صغيرٍ أمرًا شائعًا في ألمانيا خلال القرن الخامس عشر، لكن منشورات لوثر عن رفض التراتبية الهرمية في الكنيسة، وتكرار استخدام عبارات مثل حريّة وليبرالية أجّج اعتقاد الطبقات الفلاحيّة بأن لوثر سيدعم أيما هجومٍ على الطبقات العليا عمومًا. اندلعت ثورات في فرانكوفونيا، وشوابيا، وساكسونيا السفلى في عام 1524، وتحول الأمر إلى صداماتٍ مسلحةٍ أشبه بحرب.
تعاطف لوثر مع شكاوى بعض الفلاحين، وأظهر ردًا مستفيضًا في مقالاته الإثنتي عشرة التي صدرت في مايو 1525، لكنه أكّد في الوقت ذاته على وجوب طاعة السلطات الزمنيّة. وصرّح خلال جولةٍ له في ساكسونيا السفلى، أنه غضب على نطاقٍ واسعٍ من حرق الأديرة ومقرات الأساقفة والمكتبات؛ وعمليات القتل والسرقة التي قامت بها عصابات الفلاحين الموالية له. بعد عودته إلى فيتنبرغ قدّم تفسيره لرأي الإنجيل في الثورة، وأدان بشدةٍ أعمال العنف التي وصفها بأنها أعمال إبليس، بل دعا النبلاء إلى إخماد ثورات المتمردين «مثل الكلاب المسعورة».
تمثلت مسوّغات لوثر لمعارضته ثورة الفلاحين في ثلاثة أسباب؛ الأول اختيارهم العنف في وجه حكومةٍ زمنيّةٍ شرعيّةٍ متجاهلين قول المسيح في «تقديم ما لقيصر لقيصر وما لله لله»، واستشهد أيضًا بالرسالة إلى روما (13: 1-7) حيث أوضح القديس بولس أنّ السلطة هي من الله وعليه لا يمكن مقاومتها. والسبب الثاني الأعمال المخالفة للوصايا الإلهية خلال الثورة من قتلٍ وسرقةٍ ونهبٍ، والتي وضعتِ الفلاحينَ خارج «شرع الله وقوانين الإمبراطورية» لذلك فهم «يستحقون الموت في الجسد والروح إذ غدوا قطاع طرقٍ وقتلة»، والسبب الثالث هو التجديف، إذ إنهم قاموا بأفعالهم هذه تحت شعار الإنجيل.
ومن دون دعم لوثر للانتفاضة ألقى العديد من المتمردين أسلحتهم، وشعر بعضهم الآخر بالخيانة، وبعد معركة فرانكن هوسن في 15 مايو 1525 انتهت حرب الفلاحين، ليجد بعض المتطرفين ملاذَهم في جماعاتٍ أخرى نشأت على غرار اللوثرية مثل حركة تجديد العماد.

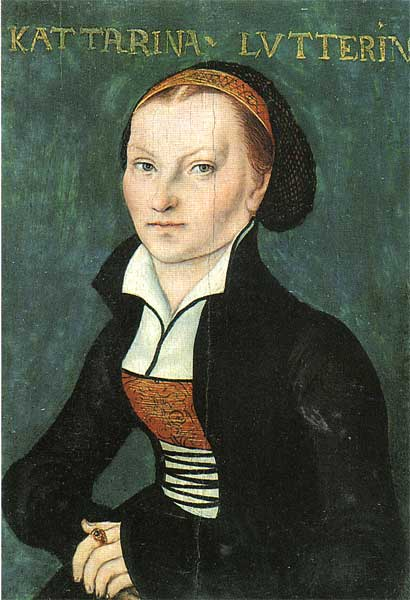
كاترينا فون بورا زوجة مارتن لوثر.

### زواجه
تزوج مارتن لوثر من كاترينا فون بورا، وهي واحدة من اثنتي عشرة راهبة كاثوليكية هربنّ من دير سترسن في أبريل 1523، وساعدهنّ لوثر في الهروب. كانت كاترينا في السادسة والعشرين، بينما كان عمر لوثر 41 عامًا. تزوجا في 13 يونيو 1525.
كان بعض القسس المناصرين للوثر متزوجين بالفعل قبلاً، مثل كارلستادت أندرياس وجوناس يطس، ولكن زفاف لوثر كان ختم الموافقة على زواج رجل الدين. وعلى الرغم من أن بعض كتاباته أدانت عهود العفة التي برأيه لا يمكن أن تنسب إلى الكتاب المقدس، إلا أن قراره بالزواج فاجأ كثيرين، بمن فيهم مقربين منه، أمثال ملنشثون الذي وصف تصرفه بالمتهور. كتب لوثر في 30 نوفمبر 1524 معللًا زواجه، فإلى جانب الحب، و«اكتشاف الجسد»، فإن لوثر كما اعترف كان يعيش على أبسط أنواع الطعام، ودون أدنى اهتمامٍ بحاجياته، كسريره مثلاً.
كان لوثر ذا زواجٍ «سعيدٍ وناجحٍ»، أنجب منه ستة أطفالٍ؛ هانز - يونيو 1526؛ وإليزابيث - ديسمبر 1527 التي توفيت بعد شهور قليلة؛ والمجدلية - 1529 والتي توفيت عام 1542؛ ومارتن - 1531؛ وبول - يناير 1533؛ ومارجريت - 1534. وإلى جانب عمله الكنسي ساعد لوثر زوجته كاترينا في زراعة الأرض، وبيع منتوجاتها، وصرّح في 11 أغسطس 1526 أنه يملك كل شيءٍ، وأنه لن يبدلَ «فقر بلده، بثروات كرويسوس».

### تنظيم الكنيسة

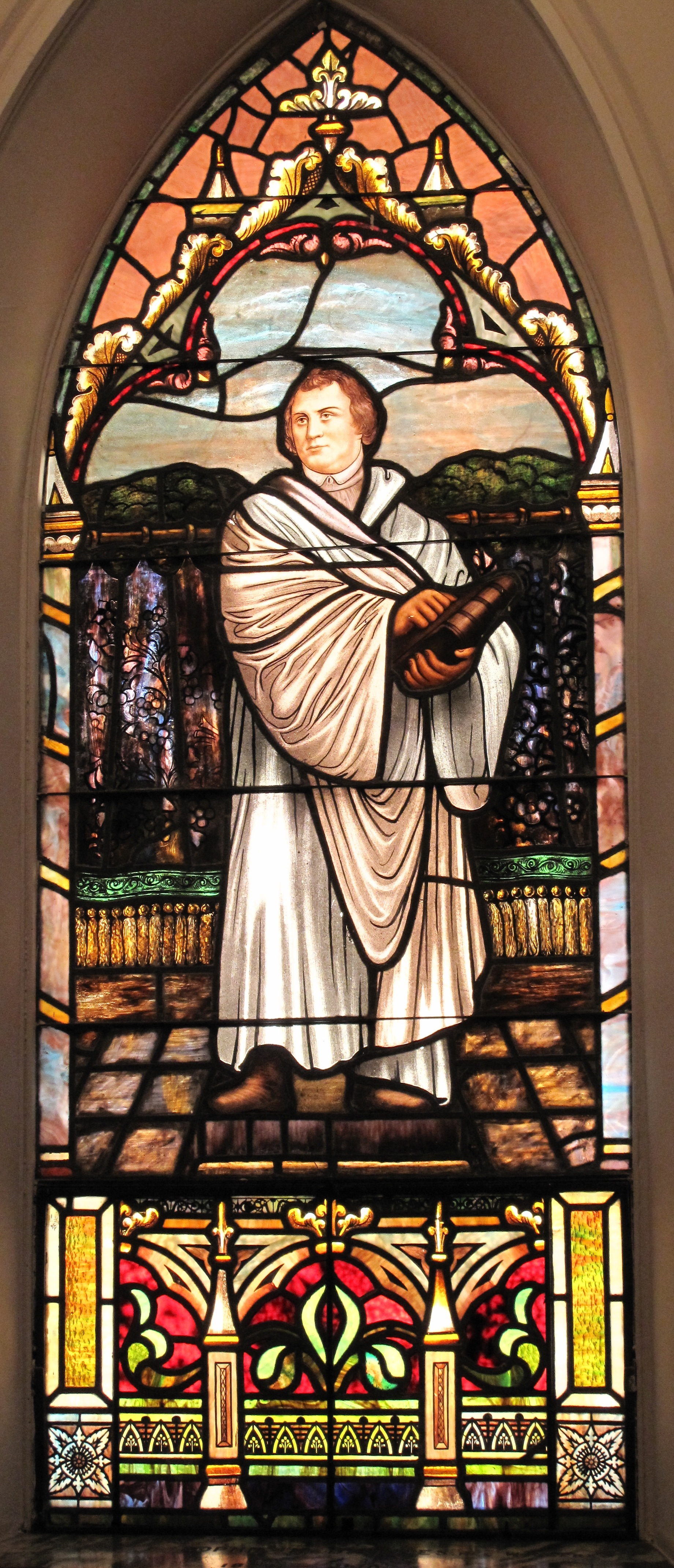
زجاجية تظهر مارتن لوثر يعظ بالإنجيل في كنيسة القديس متى في الولايات المتحدة.

مع العام 1526 وجد لوثر نفسَه وبشكلٍ متزايدٍ ينظّم كنيسةً جديدة. بين عامي 1525 و1529 شكّل هيئةً للإشراف على الكنيسة لخدمة السكان ووضع الكتب والشروح وتنظيم أشكال العبادة. أراد أن تكون الكنيسة لا مركزيةً بحيث لا يمكن استبدال النظام التراتبي المعمول به في الكنيسة الكاثوليكية بآخر مماثلٍ، ولذلك فقد أوجد الكنائس المحليّة، مثل كنيسته في ولاية سكسونيا والتي لا تتدخل في شؤون الكنائس في سائر الولايات الألمانيّة، وإنما تتعامل كمستشارٍ لكنائس المناطق الجديدة لا غير. فصل لوثر الإدارة المالية عن رجال الدين، وأناطها بمسيحيين عاديين في مجالسَ خاصةٍ لهذه الغاية، وحسب بريشت -كاتب سيرة مارتن لوثر- فإن هذه الخطوةَ كانت بدايةَ تطورٍ غير مقصودٍ في تاريخ البشرية حول سيطرة السلطة الزمنيّة على ممتلكات وأموال الكنيسة. تصريحات لوثر التي أطلقها لرعاة الكنائس عام 1528 شكلّت تراجعًا عن حدة مواقفه السابقة، فالبيان -الذي صاغه ملنشتون بموافقة لوثر- شدد على دور التوبة في غفران الخطايا على الرغم من موقف لوثر من أن الإيمانَ كافٍ للتبرير؛ كذلك أدان تدريسَ الإيمان منفصلًا عن الأعمال. هذه التعليمات في وثيقةٍ رسميةٍ صادرةٍ عن لوثر شكلت مشكلةً لأولئك الذين يسعون لتطورٍ ثابتٍ في الفكر والممارسة عند لوثر.
كان لوثر -وبناءً على طلب أتباع الكنيسة- قد كتب ونشر قداسًا ونشره في بداية عام 1526، وهو يشبه إلى حدٍّ بعيدٍ الرتبة الرومانيّة الكاثوليكية، غير أن الفروق تميزت باللغة، فالكنيسة الرومانية كانت توجب تلاوة نصّ القدّاس باللاتينية حتى المجمع الفاتيكاني الثاني الذي انعقد في ستينات القرن العشرين، في حين إن لوثر ومنذ القرن السادس عشر وضع نصّ القداس باللغة الألمانية السائدة؛ كما قام بتبسيط بعض الحركات الطقسية؛ وأغفل من النص أيَّ عملٍ كفاريٍّ من قبل المشاركين في القدّاس عن خطاياهم. احتفظ لوثر بالتنظيم الكنسي التقليدي، من حيث ارتفاع الهيكل ووجوب الكأس، في حين جعل الشموع وغطاء المذبح وثياب القس المحتفل اختياريّة. بعض المصلحين البروتستانت اللاحقين أمثال زوينجلي رأى في قداس لوثر وتنظيمه على أنه «بابوي جدًا»؛ لاحظ المؤرخون أن أغلب تعديلات لوثر أدخلت لاحقًا على رتبة القداس الكاثوليكي الروماني نفسِها.
قدّم لوثر أيضًا رتبًا عن العماد والزواج، وعيّن مواعيدَ يوميّةً في الكنائس لتلقين التعليم للأطفال أو الشباب أو الفقراء. هذا التنظيم -الذي بدأ في العام 1527- مثّل بشكلٍ أو آخر أساسَ مدارس الأحد لدى سائر الطوائف حديثًا؛ وكان الدافعُ الأساسي له كتابات لوثر عن عدم معرفة الناس كثيرًا عن العقيدة المسيحية، وأشار إلى أن كثيرًا من القساوسة تعوزهم المهارة والأسلوب في الوعظ والتدريس، لذلك وضع لوثر نظامًا آخر لتقوية الوعظ في الكنائس؛ كما نشر عام 1529 كتابه الشهير عن التعليم المسيحي، والذي قدّمه كدليلٍ للرعاة والمعلمين، ويشتمل على تعاليمَ مسيحيةٍ سهلة الفهم مثل الوصايا العشر، والصلاة الربيّة، والعشاء الأخير. أشار لوثر أنه من غير المطلوب أن يحفظ المسيحيون فقط عن التعليم المسيحي، بل أن يفهموها أيضًا. ولا يزال كتاب لوثر عن التعليم المسيحي مستعملاً حتى اليوم إلى جانب العديد من الترانيم التي صاغها، وترجمته الخاصة للكتاب المقدس. ولقد أثبت التعليم الذي قدمه لوثر -لا سيّما المنشورات اللاحقة التي قدمها في كرّاساتٍ صغيرةٍ- فعاليّةً كبيرةً في مساعدة الآباء لتعليم أطفالهم، وكذلك كان فعالاً بالنسبة للقساوسة. كان استخدام اللغة الألمانية العاميّة وتبسيط العقيدة النقطتان الأساسيتان في تأليف لوثر.

## ترجمة الكتاب المقدس

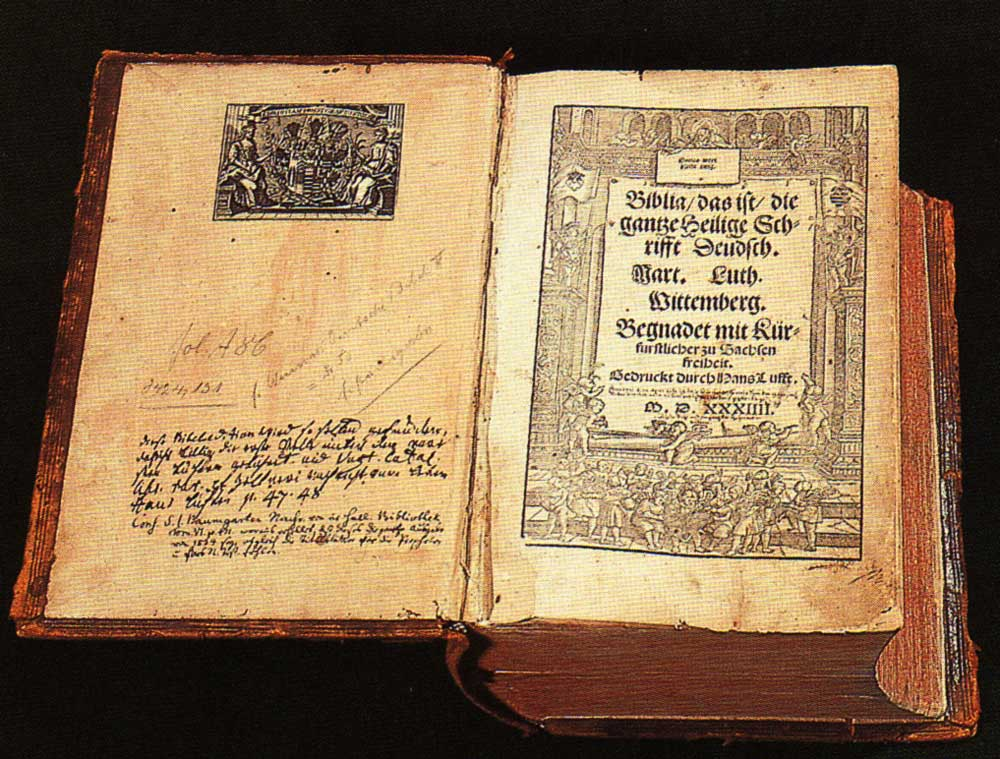
النسخة الأصلية لترجمة لوثر للكتاب المقدس عام 1534.

نشر لوثر ترجمته الألمانية للعهد الجديد عام 1522، ثمّ أنهى ومعاونيه ترجمة العهد القديم عام 1534، ليُتمّ بذلك ترجمة الكتاب المقدس كلّه. واستمرّ على دراسة اللغات القديمة والعمل على صقل الترجمة حتى نهاية حياته. انتُقد لوثر لإضافته كلمة «وحده» بين كلمة «الإيمان» في (روما: 3: 28)، غير أن لوثر استفاض في تبرير عمله لأن الخلاص بالإيمان وحده -حسب رأيه- هو العقيدة الأساسية في المسيحية، وأن القديس بولس كان يريد إيصال هذه الفكرة، وعليه فإضافة الكلمة أمر ضروري كي يتضح بشكلٍ ناصعٍ فحوى العقيدة المسيحية في التبرير كما رآها لوثر.
انتشرت ترجمة لوثر في جميع أنحاء ألمانيا، وقال إنه يعتزم العمل بكامل طاقاته لجعل الوصول إلى الكتاب المقدس سهلاً ويوميًا بالنسبة لجميع الألمان، وإزالة أي عائقٍ ريما يراه الشخص أمام بعض المفاهيم أو الألفاظ. حظيت ترجمة لوثر بشعبيةٍ كبيرةٍ وتأثيرًا كبيرًا في ترجمة الكتاب المقدس، ودفعت إلى ارتفاع الطلب على المنشورات باللغة الألمانية، كما ساهمت مساهمةً فعالةً في تطور اللغة والأدب الألمانيين؛ وذهب البعض إلى أن انتشار اللوثرية في مختلف أصقاع ألمانيا يعود لترجمته هذه؛ ومما يذكر هو تأثير هذه الترجمة على ترجماتٍ أخرى لاحقةٍ مثل ترجمة الكتاب المقدس للإنجليزية عام 1525، ومن ثم ترجمة الملك جيمس الشهيرة لاحقًا.

## الترانيم
ترك لوثر إرثًا غزيرًا من الترانيم -التي جاء بعضها تلحينًا لمقاطعَ من الكتاب المقدس- أو وحيًا من مقاطعَ بعينها منه. قدّم لوثر ألحانًا للطبقات العليا، وكذلك استخدم الموسيقا الشعبية بحيث تجمّع حول ترانيمه رجال الدين والرجال العاديون والنساء والأطفال.
انتشرت ترانيم لوثر في العبادات، والمدارس، والمنازل، والساحات العامة. وكان الكثير من ترانيمه مرتبطًا بمواقفَ معينةٍ من حياته لاسيّما كفاحه في سبيل الإصلاح، فمناظراته مع الكنيسة الرومانيّة هي التي دفعت لتقديمه ترنيمة نشيدًا جديدًا، نرفع نحن (بالألمانية: Ein neues Lied wir heben an) والتي ترجمت لاحقًا إلى الإنجليزية ولحنتها ماريا تيدمان عام 1875.
في عام 1524 قدّم لوثر ترنيمته العقائديّة التي تشرح وجهة نظره للمعتقدات المسيحية بعنوان نحن جميعًا نؤمن بإله واحد حقيقي (بالألمانية: Wir glauben all an einen Gott) وهي من ثلاث مقاطع تشرح إيمان الرسل، وتشكل أحد أساسيات التعليم المسيحي؛ وتم توسعتها وتطويرها في مراحلَ لاحقةٍ وباتت أحد أهم الأناشيدِ واسعةِ الانتشار في الكنائس اللوثرية، كما تعتبر من أشهر الترانيم اللاهوتيّة في القرن الثامن عشر، غير أن لحنها الصعب جعل استخدامها نادرًا في القرن العشرين. وفي عام 1538 قدّم لوثر الصلاة الربية مُلحّنةً مع تفاسيرَ لها تتوافق مع التعليم المسيحي كما رآه لوثر، وذلك بتعليقٍ على كل مقطعٍ من الطلبات السبعة التي قدمها المسيح في الصلاة، وترنّم في الكنائس اللوثرية كتهيئةٍ للقداس، وكوسيلةٍ لدراسة المرشحين لتولي التعليم المسيحي. عدّل لوثر ونقّح في النص مراتٍ عدةٍ، مما يدلّ على رغبته في تعزيز النص واللحن لتوفير الصلاة بشكلٍ أكثرَ ملاءَمة.
في عام 1523 استوحى لوثر من المزمور 130 ترنيمته من أعماق الويل، أبكي لك (لغة ألمانية: Aus tiefer Not schrei ich zu dir) وأرسلها كعينةٍ لتشجيع زملائه على تلحين المزامير أو وضع أناشيدَ على غرارها لاستخدامها في العبادات؛ ونشرت هذه الترنيمة مع سبعٍ أُخرَ في كتاب التراتيل اللوثرية الأول. وفي العام التالي وضع ترنيمةً عقائديّةً أخرى بعنوان وحدها النعمة واستخدمت على نحوٍ واسعٍ في الطقس اللوثري لاسيّما في الجنازات، كما أصدر لحنًا للمزمور 67 وآخر للمزمور 51، مع شرحه من كتاب التعليم المسيحي للوثر والخاص بسر الاعتراف. وعلى الغرار نفسه في وضع الترانيم العقائديّة كتب لوثر عام 1540 ترنيمة إلى الأردن جاء المسيح (لغة ألمانية: Christ unser Herr zum Jordan kam) ليعكس من خلالها بصيغة الأسئلة والأجوبة متعلقاتٍ بالتعليم المسيحي عن العماد. هناك عدد كبير من الترانيم الشهيرة الأخرى التي صاغها لوثر حول عيد الميلاد وعيد الفصح والمجيء الثاني للمسيح والوصايا العشر، أثرت لاحقًا على الفن الموسيقي الديني في أوروبا، كما أثرت في كبار الموسيقيين أمثال يوهان باخ الذي أعاد تقديم عددٍ من ترانيم لوثر في صيغٍ حديثة.

## آراء جدالية

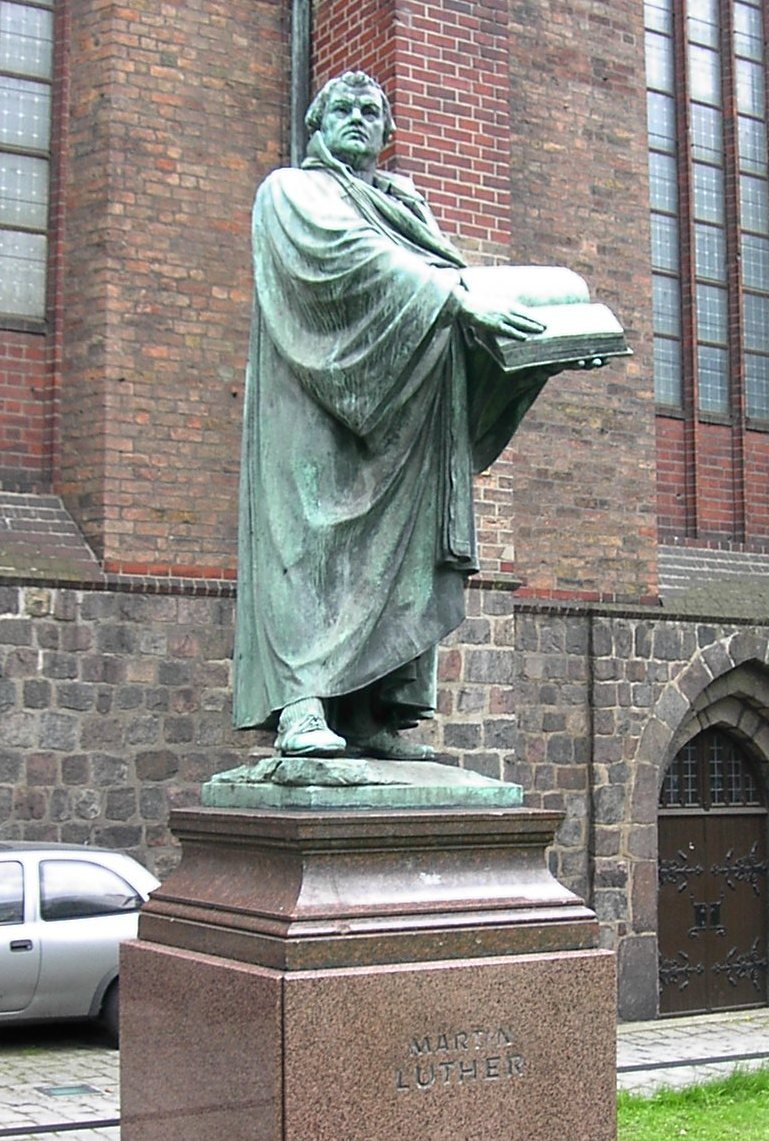
نصب لمارتن لوثر في برلين، ألمانيا.

خلافًا لآراء العديد من المصلحين أمثال كالفن وملنشثون كان لوثر يعتقد بأن الروح «ترقد وتنام» بعد انفصالها عن الجسم بالموت حتى يوم القيامة. وبذلك نفى التفسيراتِ التقليديةَ لبعض مقاطع الكتاب المقدس مثل مَثل الغني والعازر. ويخلاف الكنيسة الكاثوليكية رفض لوثر فكرة وجود مَطْهرٍ يُكفّر فيه الموتى عن الخطايا التي لم تكفّر في الحياة الأرضية.
أكد لوثر أيضًا على استمرار هوية المرء الشخصية إلى ما بعد الموت. وقد لاحظ اللاهوتي اللوثري فرانز بيبر أن تعليم لوثر عن حالة الروح بعد الموت تختلف عن اللاهوتيين اللوثريين في وقتٍ لاحقٍ أمثال غيرهارد يوهان.
في أكتوبر 1529 استدعى فيليب الأول مجموعةً من علماء الدين من ألمانيا واسويسرا لعقد مجلسٍ في ماربورغ بهدف إنشاء وحدةٍ مذهبيةٍ في الدول البروتستانتية الناشئة؛ وبنتيجة المجلس جرى التوصل لاتفاقٍ على 14 من أصل 15 نقطةٍ مطروحةٍ، والخلاف الوحيد كان عن طبيعة القربان الأقدس -سر الإفخارستيا- وهي مسألة حاسمة في الفكر اللوثري.
اختلف رجال الدين ولاهوتيو البروتستانتية حول تفسير الآيات المتعلقة بتقديم المسيح الخبز على أنه جسده في العشاء الأخير، فبينما ذهب أغلب لاهوتيي البروتستانت إلى تأويل النص على محملٍ مجازيٍّ، أصرّ لوثر على التحول الحقيقي وبشكلٍ سرّيٍ للجسد والدم إلى الخبز الفطير والنبيذ المكرّس موافقًا بذلك جزئيًا لتعليم مجمع ترنت في الكنيسة الكاثوليكية؛ في حين اعتقد خصوم هذا الرأي بأن لا تحوّلَ يحصل، وأنّ الأمرَ هو تحوّل روحي أو مجرد رمز. تحول النقاش إلى جدالٍ ومواجهةٍ في كثيرٍ من الحالات، وخصوصًا مع زوينجلي. وعلى الرغم من هذا الخلاف حول سر القربان المقدس، فإن مجلس ماربورغ مهد الطريق للتوقيع عام 1530 على اعتراف أوغسبورغ والذي شكّل جامعةً للدول البروتستانتيّة وشارك به حشد كبير ومرموق من النبلاء والأمراء البروتستانت.
مع بداية العام 1537 كان يوهانس أغريكول -وهو أحد القسس الواعظين في آيسلبن مسقط رأس لوثر- يعظ بإسقاط الوصايا العشر بحجة أنها واردة في العهد القديم، وقال بأنه لا يجوز تدريسها كجزءٍ من التعليم المسيحي. قام لوثر بالرد على أطروحات أغريكول في ستة رسائلَ مفتوحةً بيّن فيها قراءةً جديدةً للوصايا العشر، فهي برأيه تساعد في اكتشاف الخطيئة وبتاءً عليه تحثّ على التوبة وطلب الغفران، وتُبيّن بيانًا جليًا ما جاء المسيح ليعمله في الإنجيل. ومن ناحيةٍ ثانيةٍ أشار لوثر إلى أن الوصايا العشر تشكل إرادة الله الأبديّة أي بمعنىً آخرَ القانون الطبيعي الذي يبين كيف يمكن للمسيحي أن يعيش.
كذلك فإنّ من الآراء والمواقف الجدليّة البارزة التي عُرف بها لوثر علاقته بزواج فيليب الثاني مع احتفاظه بزوجته الأولى، أي رعايته تعدد الزوجات. كان فيليب قد التمس موافقة لوثر وملنشثون وعددًا من كبار اللاهوتيين حول تعدد الزوجات مستندًا إلى تعدد الزوجات الذي قام به عدد من الآباء الأولين أمثال إبراهيم وإسحق ويعقوب وموسى. لم يكن لاهوتيو الكنيسة الناشئة -بمن فيهم لوثر نفسه- بقادرين على مواجهة الحاكم والنفوذ السياسي لذلك فقد رخّصوا له الزواج الثاني شرط أن يكون سريًا وغير مفضوحٍ، ونتيجة هذا الترخيص تزوج فيليب الثاني في 4 مارس 1540 من مارغريت فون ديرسيل.
لاحقًا هدد فيليب الثاني بفضح لوثر عندما قام بإنكار أي صلةٍ له بالزواج الثاني، أما بريخت كاتب سيرة مارتن لوثر فيرى أن الموافقة الضمنيّة التي قدمها لوثر لزواج فيليب الثاني كانت «واحدةً من أسوأ الأخطاء التي قام بها لوثر»، وأنه أخطأ في حساب الآثار السياسية المترتبة على عملٍ كهذا، ومن ثَمَّ فإن افتضاح هذه القضيّة تسببت بأضرارٍ بالغةٍ على سمعة لوثر.

## لوثر والأديان الأخرى

### موقفه من الإسلام
خلال انعقاد مجلس ماربورغ كان سليمان القانوني يحاصر فيينا عاصمة النمسا. كان لوثر في شرح له يعود لعام 1518 للقضايا الخمس والتسعين قد رفض مقاومة العثمانيين فاتُّهم بالانهزاميّة. لقد رأى العثمانيين آفةً أرسلت من قبل الله لمعاقبة المسيحيين، وأنهم جزء من الويلات التي تحدث عنها سفر الرؤيا إلى جانب البابوية التي اعتبرها لوثر في تلك الفترة المسيحَ الدجّال. لبث لوثر معارضًا أي حربٍ على أساسٍ دينيٍّ معتبرًا إياها مخالِفةً لعقيدة المسيح، ثم عاد عام 1526 وقبل بحق الدفاع عن النفس ضد العثمانيين وسواهم، وأواخر حصار فيينا كتب صلاةً من أجل الخلاص من العثمانيين سائلاً الله أن «يعطي الفوز للإمبراطور دائمًا على أعدائنا».
عام 1542 قرأ لوثر ترجمةً لاتينيةً للقرآن، وكتب عدة تعليقاتٍ عن الإسلام الذي كان يدعوه «المحمدية» أو «الأتراك». ومع أنه رأى الإسلام «أداةً للشيطان»، إلا أنه عارض منع نشر القرآن في أوروبا، وعبّر عن أهمية وضعه للتدقيق والتمحيص في الغرب، كما أبدى عدم مبالاةٍ تجاه العبادات الإسلامية، وكتب: «دعوا الترك، يؤمنون ويعيشون كما يشاؤون».

### معاداة اليهودية والساميّة

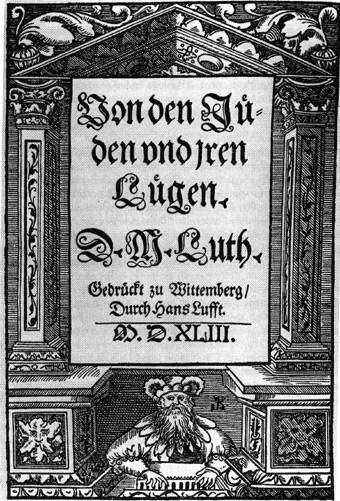
غلاف كتاب لوثر المعادي للساميّة عن اليهود وأكاذيبهم.

كتب لوثر عن اليهود في جميع مراحل نشاطه، وبالرغم من العدد القليل جدًا من اليهود الذين تعامل معهم، إلا أن مواقفه كانت تعكس التقاليد اللاهوتية والثقافية في الغرب آنذاك والتي صنفت اليهود شعبًا رفض قَبول المسيح ثم تورط في قتله، وعاش في أوروبا في مجتمعاتٍ منعزلةٍ عن المحيط العام. اعتبر لوثر اليهود غير مؤمنين لرفضهم الاعتراف بأن يسوع هو المسيّا، مع أنه في الوقت نفسه كان يعتقد بأن جميع البشر على اختلاف مللهم وأعمالهم قد اشتركوا في الذنب نفسه وفي ارتكاب الشر ضد الله. في عام 1523 نصح لوثر بالعطف تجاه اليهود معللًا ذلك بأن يسوع نفسه وُلد يهوديًا، لكنه أوضح أن الهدف من المعاملة الحسنة هو بغية تحويلهم إلى المسيحية، وأمام فشل مثل هذه الجهود زادت عدائية لوثر لليهود.
كانت أعمال لوثر الرئيسية عن اليهود هي نحو 60,000 مقالةٍ جمعها في كتاب عن اليهود وأكاذيبهم (لغة ألمانية: Von den Juden und Ihren Lügen) وكتاب الاسم المقدس ونسب المسيح (لغة ألمانية: Vom Schem Hamphoras und vom Geschlecht Christi) وكلاهما نشرا عام 1543 أي قبل ثلاث سنواتٍ من وفاته. قال لوثر بأن اليهود لم يعودوا شعب الله المختار وإنما «أناس الشيطان»، ودعا لإحراق الكُنُسِ اليهودية، وتدمير منازلهم، ومنع الحاخامات من الوعظ، والاستيلاء على أملاكهم، ووصفهم بأنهم «الديدان السامة» التي يجب أن «تعمل أو تُطرد إلى الأبد»، وبيّن أن «من الخطأ عدم قتلهم». تركت أعمال لوثر تأثيرًا على أتباعه حتى بعد وفاته، ومع أن السلطاتِ المدنيةَ آنذاك رفضت طرد اليهود بناءً على اقتراح لوثر، إلا أن أعمال شغبٍ اندلعت خلال ثمانينات القرن السادس عشر تعرض خلالها اليهود لطردٍ جماعيٍّ من المقاطعات الألمانية اللوثرية. وبحسب عددٍ كبيرٍ من المؤرخين ففقد كان للوثرَ وشعبيتِه أثر بالغ في تطوير معاداة السامية في ألمانيا، وخلال ثلاثينات القرن العشرين استخدم الحزب النازي كتابات لوثر لتكون «الدعامة المثالية» لمعاداة الساميّة ومحاولات القضاء على اليهود، وبحسب روبرت مايكل فإن كل كتابٍ مطبوعٍ خلال عهد الرايخ الثالث يحوي اقتباساتٍ من لوثر. وفي 10 نوفمبر 1938 -تزامنًا مع عيد لوثر- أُحرق العديد من الكنس في ألمانيا، ووفقًا لجيري ديك -وهو مدرس تاريخٍ- فإنّ النازية حصلت على دعمها الشعبي والكم الأكبر من أصواتها من المقاطعات البروتستانتية في ألمانيا خلافًا للمقاطعات الكاثوليكية. بالمقابل برّأ بعض المؤرخين لوثرَ من كونه أصل معاداة السامية، وقال إن تأثير كتبه عن اليهود كان محدودًا ومؤقتًا، لكنّ النازيين استغلوا اسمه استغلالًا انتهازيًّا. أشار كاتب سيرته مارتن بريشت إلى وجود فرقٍ شاسعٍ بين اعتقاد لوثر بأن الخلاص لن يناله اليهود، وبين الكراهية لهم على أساسٍ عنصري. ورغم محاولات التسويغ هذه فإن صورة لوثرَ كمعادٍ للسامية، والمتسبب بالكراهية لليهود، لا تزال بارزةً، ومن أصحاب الآراء الشهيرة في هذا الخصوص رولاند باينتون -وهو مؤرخ كنسي لوثري- الذي قال إنه يتمنى لو كان لوثر قد مات قبل أن يضع كتابه «عن اليهود وأكاذيبهم».
تباعًا خلال عقد ثمانينات القرن العشرين تنكرتِ الكنائس اللوثرية من تصريحات مارتن لوثر حول اليهود، ورفضتِ استخدامها للتحريض ضد اليهود أو اليهودية بأي شكلٍ من الأشكال.

## تصوير لوثر
خلافًا لقديسي الكنائس الكاثوليكية والأرثوذكسيّة قُدُمت صور لوثرَ من دون رموزٍ ويبدو من خلالها رجلًا قوي البنية ذا ذقنٍ مزدوجةٍ وفمٍ قويٍّ وعيونٍ عميقةٍ ورقبةٍ غليظةٍ وقصيرة. هدفت هذه الصورة «المدنية» للوثر إلى إبراز عدم ابتعاده عن الملذات الدنيوية مثل تناول الخمر أو الزواج، وهو ما كان يتناقض تناقضًا صارخًا مع التقشف المأمور به في الحياة الدينية للقرون الوسطى. صدرت أغلب صور لوثر خلال عقد ثلاثينات القرن السادس عشر، وكانت ترفق مع كتاباته التي شكلت العامل الأبرز في انتشار البروتستانتية.

## السنوات الأخيرة ووفاته
لوثر كان يعاني من اعتلال صحي لسنوات عديدة، لا سيّما الدوار، والإغماء، والطنين، وانسداد إحدى عينه، بدءًا من عام 1531 وحتى 1546 حين تدهورت حالته الصحية بشكل كبير. الصراع مع روما، والانشقاقات بين زملائه الإصلاحيين، والفضيحة التي نجمت عن موافقته قيام الأمير فيليب بزوجتين، كل ذلك أدى إلى المزيد من التدهور في حالته الصحية. في عام 1536 أخذ لوثر يعاني من الحصى في الكلى والمثانة، والتهاب المفاصل، والتهاب الأذن، وتمزق طبلة الأذن. وفي ديسمبر 1544، بدأ يشعر بآثار الذبحة الصدرية.

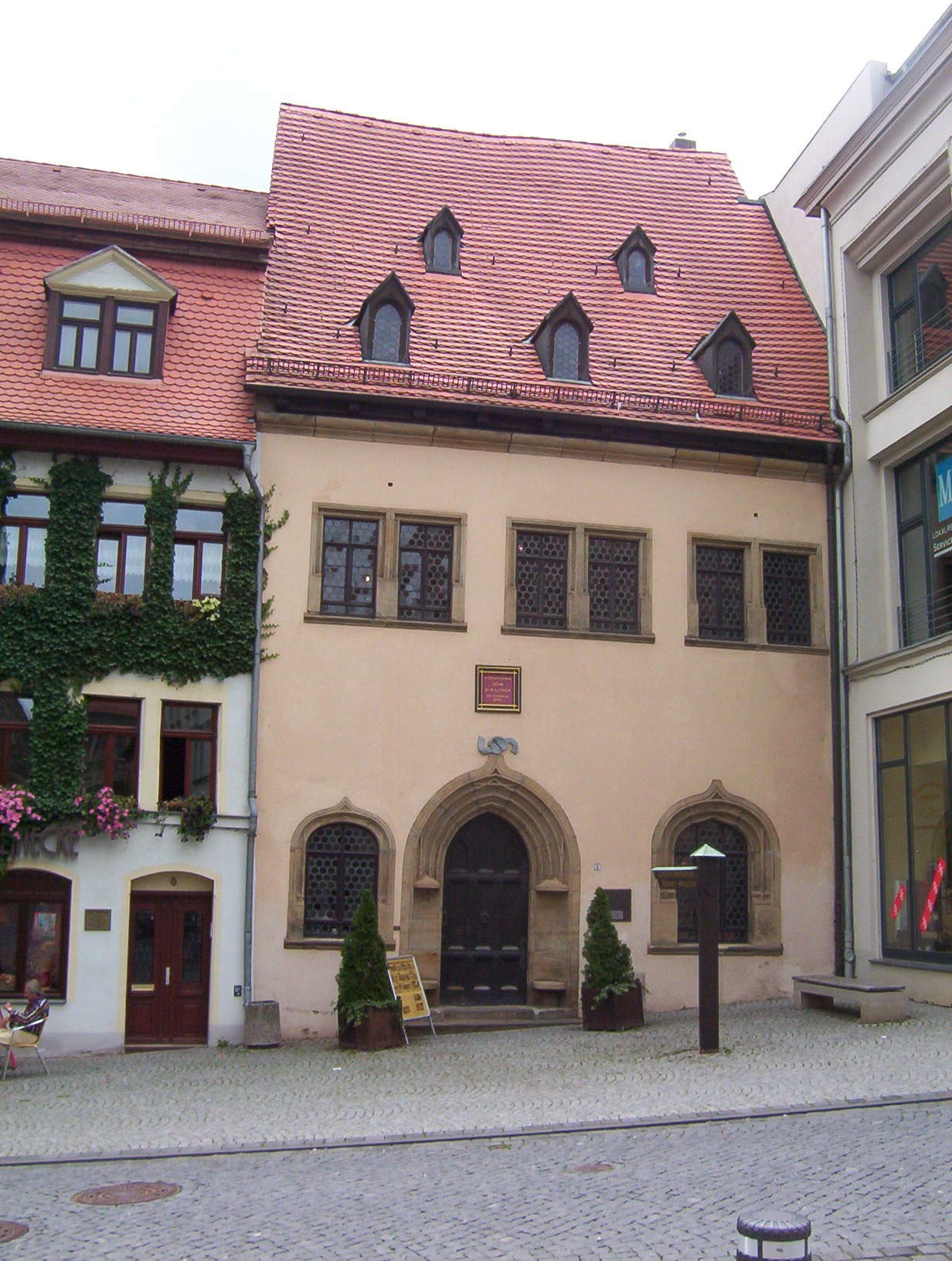
المنزل الذي توفي فيه لوثر في آيسبلن.

تدهور صحته البدنية، جعله سريع الغضب، وأشد قسوة في كتاباته وتعليقاته، وقد قالت زوجته كاترينا صراحة: «لقد كنت وقحًا للغاية». آخر خطبة للوثر كانت في كنيسة أيسلبن مسقط رأسه في 15 فبراير 1546، قبل ثلاث أيام من وفاته. وقد خصصها بشكل كامل، لليهود، واقترح فيها الاستعجال بطردهم من ألمانيا إن لم يصبحوا مسيحيين، لتتخلص ألمانيا من الربا والافتراء، كما برر. في 17 فبراير اختتم بنجاح مفاوضاته مع أشقائه حول إرث والده في التجارة والتعدين. وفي مساء تلك الليلة نفسها، بعد الساعة الثامنة مساءً، قال أنه شعر بآلام في الصدر. وعندما ذهب لينام، صلّى: «يا رب في يدك أستودع روحي». العبارة المقتبسة من سفر المزامير 31: 5، وهي من صلوات الاحتضار. وفي 1.00 صباحًا، استيقظ نتيجة شعوره بآلام مبرحة في الصدر، والتي خفف عنها بالمياه الساخنة. آخر سؤال كان للوثر، من قبل صديقيه جوستوس جوناس وماكيل كوليوس: «أيها القس الأب، هل أنت مستعد للموت بثقة في المسيح، وأنت متعرف بالمذهب الذي كنت قد علمت باسمه؟»، وبشكل متميز كان رد لوثر: «نعم». السكتة الدماغية اللاحقة، منعته من الكلام، وتوفي بعدها بوقت قصير في 2:45 صباحًا يوم 18 فبراير 1546 وله من العمر 62 عام، في أيسلبن مسقط رأسه، ودفن في كنيسة القلعة في فيتنبرغ تحت المنبر، وترأس صلاة الجنازة عليه عدد من أصدقاءه أمثال ملنشقون فيليب. وفي العام التالي، دخلت قوات الإمبراطور شارل الخامس - عدوّ لوثر - البلدة، لكن أمرًا من الأميز تشارلز، منع تدنيس قبره.
وعُثر في وقت لاحق على قطعة من الورق التي كان لوثر قد كتبها خلافًا لعادته باللاتينية، كتب فيها، لا يمكن للمرء أن يفهم فيرجيل ما لم يكن مزارعًا لخمس سنوات على الأقل؛ ولا يمكن لمرء أن يفهم رسائل شيشرون أو حتى يدرسها ما لم يكن قد شغل نفسه في السياسة مع الدول العظمى عشرين عامًا؛ ولا يمكن لأحد أن ينغمس في الكتاب المقدس كليًا، ما لم يكن قد أدار كنائس لمائة عام، مع أنبياء مثل إيليا واليسع ويوحنا المعمدان والمسيح والتلاميذ الرسل، «نحن متسولون وهذا صحيح.»
يحتفل بعيد لوثر في 18 فبراير في الكنيسة اللوثرية وفي الولايات المتحدة؛ أما في كنيسة إنكلترا يحتفل به مع عيد جميع القديسين في 31 أكتوبر.

## مؤلفاته
| الاسم الاسم بالألمانية                                                                               | تاريخ الإصدار | الموضوع العام |
| --- | ------------- | --- |
| الخطبة في الغفران والرحمة Eynn Sermon von dem Ablasz unnd Gnade                                      | 1518          | لاهوت التبرير وآلية الغفران عن الخطايا. |
| حصن قويّ هو إلهنا Ein feste Burg ist unser Gott                                                       | 1529          | مجموعة ترانيم دينية، مع ألحانها. |
| حول الحرب ضد الأتراك Vom Kriege wider die Türken                                                     | 1528          | يناقش العقيدة المسيحية في الحروب والدفاع عن النفس. |
| التعليم الكبير                                                                                       | 1529          | من أهم الكتب، ناقش فيها الكتاب المقدس ونصوصه كالصلاة الربيّة، والوصايا العشرة.                                                                                                  |
| ترجمة الكتاب المقدس                                                                                  | 1534          | تعتبر أول ترجمة للغة محليّة في الغرب، نالت انتشارًا واسعًا. |
| عن عبودية الإرادة De Servo Arbitrio                                                                  | 1525          | ينافح لوثر في هذا الكتاب عن كون حرية الإرادة في الإنسان محدودة وغير مطلقة، وهي محكومة بالنزوع نحو الخطأ.                                                                       |
| في الحرية المسيحية Von der Freiheit eines Christenmenschen                                           | 1520          | ناقش فيه لوثر المفهوم الكتابي للحرية، والمعروف باسم "حرية أبناء الله". |
| حول عبودية بابل في الكنيسة                                                                           | 1520          | من أكثر الكتب هجومية على الكنيسة الكاثوليكية، اعتبر فيها البابا بمثابة ضد المسيح. فكرة بابل، تعود لسفر الرؤيا، حيث تمثل بابل رمز الشرّ الذي سيقضي عليه المسيح في مجيئه الثاني.  |
| التعليم الصغير Der Kleine Katechismus                                                                | 1529          | استكمالاً لما بدأ في التعليم الكبير، يقوم لوثر باستكمال شروحه وتفاسيره للكتاب المقدس.                                                                                           |
| تكريم الأسرار Vom Anbeten des Sakraments des heiligen leichnams Christi                              | 1523          | خصصه لوثر لمناقشة سر القربان. |
| حول سر جسد ودم المسيح- ضد المتعصبين Sakrament des Leibes and Blutes Christi wider die Schwarmgeister | 1526          | كتابه الثاني حول سر القربان. "المتعصبين" هنا، الذين قالوا بتمام تحول الجوهر واختفاء جوهر الخبز. نافح لوثر عن بقاء جوهر الخبز لدعم الشكل، ووجود جوهر المسيح في القربان دون شكل. |
| لاهوت الصليب Theologia Crucis                                                                        | 1518          | من كتبه المبكرة، ناقش فيه سر الفداء، والتبرير المجاني الذي يمنحه الله للإنسان في المسيح.                                                                                       |
| القضايا الخمس والتسعون Disputatio pro declaratione virtutis indulgentiarum                           | 1517          | يحتوي خمس وتسعين نقطة يعترض فيها لوثر على لاهوت التبرير الكاثوليكي وأهمية أعمال التكفير؛ كان بداية سبب الخلاف مع البابوية.                                                     |
| النبالة المسيحية للأمّة الألمانية An den christlichen Adel deutscher Nation                           | 1520          | خصصه لوثر للحديث عن السلطة والعلاقة بين السلطة المدنية والسلطة الدينية وفعل الروح في الأمة.                                                                                    |
| العقيدة فيما يتعلّق بعشاء المسيح Vom Abendmahl Christi, Bekenntnis                                    | 1528          | كتابه الثالث عن سر القربان، ينافح به عن نظرية الجوهريين، وانعدام المعجزة ببقاء الشكل غير مسنودًا بجوهر.                                                                         |
| التعليم حول المملكتين Zwei-Reiche-Lehre                                                              | 1528          | كتابه الثاني حول السلطة، المملكتين هما مملكة السماء أي السلطة الدينية ومملكة الأرض وهي السلطة المدنية.                                                                         |
| صيغة القداس Formula missae                                                                           | 1523          | يعتبر أول كتاب طقسي ليتورجي، يشرح تعديلات لوثر على الطقوس اللاتينيّة في القداس وسواه.                                                                                           |
| القداس الألماني Deutsche Messe                                                                       | 1526          | ثاني كتبه حول الليتورجيا. |
| ضد القتلة Wider die räuberischen und mörderischen Rotten der Bauern                                  | 1526          | مقالات كتابها لوثر ضد أتباعه من الفلاحين الذين ثاروا على الإقطاع مرتكبين جرائم كالسرقة والقتل.                                                                                 |
| مقالات حول التعليم Schmalkaldische Artikel                                                           | 1537          | ثالث كتب لوثر عن التعليم المسيحي، يعتبر الجزء الثالث من التعليمين الصغير والكبير.                                                                                              |
| عن اليهود وأكاذيبهم Von den Jüden und iren Lügen                                                     | 1543          | مجموعة مقالات متفرقة، اتهم فيها لوثر اليهود بمختلف الشوائب، وأقذع النعوت. ويعتبر من المؤلفات اللا سامية.                                                                       |
| عن الاسم الغير مدرك، ونسب المسيح Vom Schem Hamphoras                                                 | 1543          | كتابه الثاني ضد اليهود، قارن فيه بين اليهود والشيطان. |
| في المجامع الكنسية                                                                                   | 1539          | ناقش أعمال المجامع المسكونية، وأقر فيه قوانينها. |

## وصلات خارجية
- مارتن لوثر على موقع IMDb (الإنجليزية)
- مارتن لوثر على موقع الموسوعة البريطانية (الإنجليزية)
- مارتن لوثر على موقع ميوزك برينز (الإنجليزية)
- مارتن لوثر على موقع إن إن دي بي (الإنجليزية)
- مارتن لوثر على موقع ديسكوغز (الإنجليزية)
- الفلاح السكسوني مارتن لوثر وبدعة صكوك الغفران، مجلة ديوان العرب، يونيو 2009.
- الموقع العربي عن المصلح مارتن لوثر

1. ↑  كانت لحكام الإمارات الألمانية الكبرى حق انتخاب الإمبراطور الجرماني المقدس، وكان حاكم سكسونيا ممن تمتعوا بهذا الامتياز، ولذلك يحمل لقب ناخب سكسونيا.